# 辛店镇 (禹城市)
辛店镇，是中华人民共和国山東省德州市禹城市下辖的一个乡镇级行政单位。

## 行政区划
辛店镇下辖以下地区：
辛店街社区、丁刘袁社区、张西尧社区、秦伦社区、后徐社区、张焕社区、后赵社区、窦马张社区、东董社区、官庄社区、田刘社区、常刘董社区、商庄社区、西苑社区、姜牌寨社区、二刘社区、张寺社区、陈庄社区、沙河辛社区、修庄社区、刘寨社区、周栾社区、王寨社区、王彩吴社区、王山社区、大秦社区、邹庄社区、良合村、刁庄村、王石村、大李庄村和崔楼村。